# Ceratitis acicularis
Ceratitis acicularis är en tvåvingeart som först beskrevs av Munro 1969.  Ceratitis acicularis ingår i släktet Ceratitis och familjen borrflugor.
Artens utbredningsområde är Elfenbenskusten. Inga underarter finns listade i Catalogue of Life.